# Подводные лодки типа «Черчилль»
Подводные лодки типа «Че́рчилль» (англ. Churchill class) — серия британских атомных подводных лодок. Явились дальнейшим развитием подводных лодок типа «Вэлиант», но с множественными изменениями.

## История проекта
Подводные лодки типа «Черчилль» строились как продолжение типа «Вэлиант», когда по завершении программы «Резолюшн» высвободились ресурсы. Две лодки (Churchill и Courageous) строились на верфи Vickers-Armstrongs в Барроу-ин-Фёрнесс, третья (Conqueror) на верфи Cammell Laird в Биркенхед.
Их главной задачей была борьба с советскими атомными лодками, второстепенной — с надводными кораблями. Соответственно, улучшения, по сравнению с предыдущим типом, были прежде всего внутренние: гидроакустическое вооружение и снижение шумности. Лодки получили новый процессор для обработки акустических сигналов и новое звукопоглощающее покрытие корпуса. Основные размерения остались прежними.
В 1973—1977 годах лодки типа «Черчилль», параллельно с другими, прошли средний ремонт и перезагрузку активной зоны на верфи в Чатеме. Тогда же получили новый сонар типа 2020 и ГПБА типа 2026.

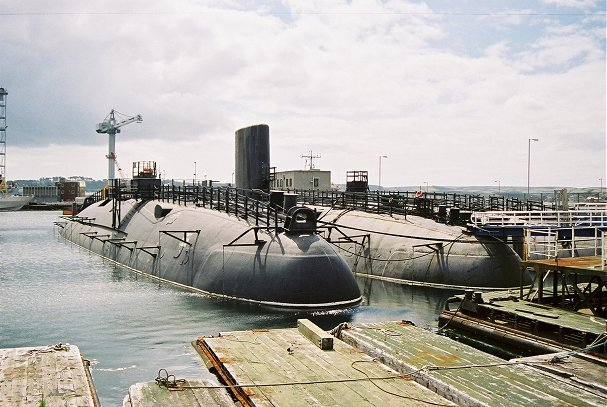
Warspite, Conqueror, Valiant в отстое

Более старые лодки типов Valiant/Churchill выводились из активного состава преждевременно, из-за обнаруженного растрескивания трубопроводов первого контура реактора.
Последняя лодка была выведена в резерв 10 апреля 1992 года. После выгрузки реакторного топлива и периода отстоя, лодки проходят утилизацию.

## Служба
Основную часть службы лодки провели в Северной Атлантике, действуя в составе подводных сил НАТО (NORSUBLANT).
Однако в 1982 году они участвовали в Англо-аргентинской войне и Conqueror стала первой и с тех пор единственной АПЛ, потопившей корабль в ходе боевых действий.

## Представители
| Название                 | Бортовой номер | Дата закладки  | Спуск на воду   | Ввод в строй    | Судьба                   |
| ------------------------ | -------------- | -------------- | --------------- | --------------- | ------------------------ |
| HMS Churchill Черчилль   | S 46           | 30 июня 1967   | 20 декабря 1968 | 15 июля 1970    | выведена 28 февраля 1991 |
| HMS Conqueror Конкерор   | S 48           | 8 декабря 1967 | 18 августа 1969 | 9 ноября 1971   | выведена 2 августа 1990  |
| HMS Courageous Корейджес | S 50           | 15 мая 1968    | 7 марта 1970    | 16 октября 1971 | выведена 10 апреля 1992  |